# وال هرموسو (تگزاس)
وال هرموسو (به انگلیسی: Valle Hermoso) یک منطقهٔ مسکونی در ایالات متحده آمریکا است که در تگزاس واقع شده‌است.